# فرولوندا أتش سي
فرولوندا أتش سي هو نادي هوكي الجليد سويدي يقع مقره في غوتنبرغ،السويد. يلعب حالياً في الدوري السويدي. تأسس النادي في 3 فبراير 1938.